# Lioestheria
Lioestheria és un gènere extint de crustacis branquiòpodes que visqueren des del Carbonífer al Cretaci (360,7 a 99,7 milions d'anys enrere). S'alimentaven de detritus, eren molt petits i de moviment lent. Menjaven per filtració i es trobaven tant en ambients marins com d'aigua dolça.
Es van identificar l'any 1912 (con Estheria), es van trobar a Alemanya, Hongria, Colorado, Nou Mèxic, Montana, Texas i la Xina.